# Villa Cuauhtémoc (Centla)
Villa Cuauhtémoc, se ubica en el Municipio de Centla del Estado de Tabasco, México

## Historia
Los primeros fundadores de este pueblo procedieron de Olcuatitan, Municipio de Nacajuca y cuya principal actividad era la de quemar cal en la margen del Río Limon, en la rivera opuesta del lugar en donde actualmente se encuentra la Villa Cuauhtémoc.
El año de fundación del primer asentamiento humano fue en 1750 con el nombre de la Rivera de la Ceibita. Algunos de los fundadores se dice que fueron:
- José Montero
- Julián Jiménez
- Audencio Arias
- José De Los Santos
- Victoria Arias
- Prudencio Córdova
- Dalmasio Arias
- Casimiro García
- Teodosio De Los Santos
- Albino Dionisio
- Hipólito Pérez
- Jacinto Pérez
- José Jiménez
- Pablo Gordillo
- Secundino Pérez
- Valentín De La Cruz
- Crescencio Hernández
- José Ma. De Los Santos
- Victoriano Santos
- Celedonio Pérez
- Estanislao Dionisio
- Bonifacio Hernández
- Nabor De Los Santos

El 21 de diciembre de 1877, los señores Bonifacio Hernández y José Jiménez hacen la denuncia de 1.248 hectáreas. Hectáreas que el pueblo vecino (Ignacio Zaragoza) les "facilito".
80 hectáreas a nombre de los 86 pseudo-ejidatarios que se aduaeñaron,  haciéndose llamar fundadores e hijos fundadores; siendo Presidente de la República el general Porfirio Díaz y comisario del lugar Joselito Pérez, dándosele el nombre a este lugar Poblado Hidalgo, Municipio de Nacajuca
Siendo hasta el 26 de junio de 1904 que acude ante el notario público del Estado de Tabasco y encargado del registro de propiedad y comercio judicial del Centro, Sr. José Ma. Ochoa el cual hace constar que al tener título que le presentaron los señores Bonifacio Hernández y José Jiménez con fecha 22 de julio de 1880 el cual ampara una extensión territorial de 1,248.80aras conocida con el nombre de Rivera de la Ceiba o Ceibita.
A raíz de esto, la intención de los habitantes de esta comunidad que aún tenían familiares y amigos en Olcuatitan, Nacajuca para solicitarles su presencia en el lugar para compartir los terrenos que ellos se adueñaron.

### 1927
Era gobernador de Tabasco Ausencio C. Cruz, hombre incondicional de Tomás Garrido, cuando el 5 de septiembre de 1927 pobladores indígenas de estas comunidades que pertenecían al municipio de Nacajuca, solicitaron al gobernador su inquietud de pasar a formar parte del municipio de Centla, ya que el pueblo de Nacajuca quedaba muy retirado y la ciudad de Frontera les quedaba más cerca a ellos para sus trámites.
A este cambio de jurisdicción municipal intervinieron como gestores ante las dependencias federales de la República, el entonces Jefe Político de Frontera, Francisco Becerra Fabre y los ciudadanos Pascual Bellizia, José Poch y Esteban Herrera y el 7 de septiembre de 1927 por decreto número 1072 fueron elevadas estas comunidades a la categoría de pueblos con los nombres de los Héroes de la independencia de México; Vicente Guerrero e Ignacio Allende y del último emperador azteca; Cuauhtémoc.

## Vías de comunicación
A VIlla Cuauhtemoc se puede llegar por la carretera estatal Paraíso El Bellote-Chiltepec-Santa Cruz, así mismo se puede acceder desde Villahermosa o Frontera a través de la carretera federal 180 Villahermosa-Ciudad del Carmen hasta el entronque con la carretera estatal Santa Cruz-El Bellote. también tiene un acceso por el km 18 el cual comunica con la comunidad de Villa Vicente Guerrero en la carretera playa Pico de Oro, de la carretera Villahermosa-Frontera, actualmente la carretera se ampliará de dos a cuatro carriles por lo que la comunidad pasará mucho tráfico comercial.

## Idiomas
La mayoría de los habitantes de  Villa Cuauhtémoc, Centla hablan el español o castellano pero los adultos mayores hablan el  Chontal de Tabasco y el  español.